# Lipopolysacharidebindend proteïne
Lipopolysacharidebindend proteïne is een proteïne dat bij mensen gecodeerd wordt door het LBP gen.
LBP is een oplosbare acutefase-eiwit dat zich bindt aan het bacteriële lipopolysacharide (of LPS) waardoor de immuunreactie door het LPS bij belangrijke celoppervlakken door CD14 en TLR4 teweeg wordt gebracht.
Het door het gen gecodeerde proteïne is betrokken bij de acutefase-reactie op gram-negatieve bacteriële infecties. Gram-negatieve bacteriën hebben op hun buitenmembraan glycolipidelipopolysachariden. Samen met het bactericidedoorlatendheidverhogende proteïne (BPI) bindt het gecodeerde proteïne LPS en werkt samen met de CD14-receptor, waarschijnlijk een rol spelend bij de regulering van de LPS-onafhankelijke monocyt reacties. Studies bij muizen suggereren dat het gecodeerde proteïne noodzakelijk is voor de snelle acutefasereactie op LPS maar niet voor het verwijderen van circulerend LPS. Het gen zit op chromosoom 20, direct naast het BPI-gen.

## Interacties
Lipopolysacharidebindend proteïne werkt samen met CD14.